# Tetranychus gutturosus
Tetranychus gutturosus är en spindeldjursart som beskrevs av Tseng 1990. Tetranychus gutturosus ingår i släktet Tetranychus och familjen Tetranychidae. Inga underarter finns listade i Catalogue of Life.